# Deuxième combat de La Roche-Bernard
Chouannerie
Batailles
- 1er Vannes
- Fouesnant
- Scrignac
- Lannion
- Pontrieux
- Bourgneuf-la-Forêt
- Plumelec
- Savenay
- Loiré
- Ancenis
- 2e Vannes
- Pluméliau
- Pontivy
- 1er La Roche-Bernard
- 1er Rochefort-en-Terre
- Pacé
- Guérande
- Fleurigné
- Fougères
- Vitré
- Mané-Corohan
- Plabennec
- Saint-Pol-de-Léon
- Kerguidu
- Lamballe
- Saint-Perreux
- 2e Rochefort-en-Terre
- 2e La Roche-Bernard

La combat de La Roche-Bernard se déroula à la suite d'une révolte paysanne contre la levée en masse lors de la Pré-Chouannerie.

## Le combat
Après avoir repris Redon aux paysans insurgés, les Républicains, forts de 400 soldats commandés par le général de brigade Jean-Michel Beysser se mettent en marche sur La Roche-Bernard, au pouvoir des insurgés depuis deux semaines.
Le 29 mars, ils rencontrent près de la ville les paysans au nombre de seulement 1 200. Ceux-ci sont repoussés et dans la soirée les Républicains entrent dans La Roche-Bernard sans se voir opposer de résistance. Le général donne l'ordre aux habitants d'allumer des torches et de se réunir sur la place.
Un prisonnier, suspecté d'avoir participé à l'assassinat de Joseph Sauveur, président du district de La Roche-Bernard et massacré après le combat précédent, est jugé sommairement devant un conseil de guerre improvisé. Condamné à mort, sa tête est fixée sur la culasse d'un canon, un soldat le tenant par les cheveux, il est décapité à coup de hache par un sapeur.